# Masami Ihara
Masami Ihara (井原 正巳 Ihara Masami?,  nacido el 18 de septiembre de 1967 en Kōka, Shiga) es un exfutbolista y actual entrenador japonés. Jugaba de defensa y su último club fue el Urawa Red Diamonds de Japón. Mantuvo durante un tiempo el récord de ser el jugador japonés con más participaciones con la Selección de fútbol de Japón y fue su capitán durante más de una década. Actualmente dirige al Kashiwa Reysol de la J1 League de Japón.

## Trayectoria

### Clubes como futbolista
| Club                                                 | País  | Año                 |
| ---------------------------------------------------- | ----- | ------------------- |
| Nissan Motors Yokohama Marinos / Yokohama F. Marinos | Japón | 1990-1992 1993-1999 |
| Júbilo Iwata                                         | Japón | 2000                |
| Urawa Red Diamonds                                   | Japón | 2001-2002           |

### Selección nacional como futbolista
| Selección | País  | Año       |
| --------- | ----- | --------- |
| Absoluta  | Japón | 1988-1999 |

### Clubes como entrenador
| Club                       | País  | Año        |
| -------------------------- | ----- | ---------- |
| Kashiwa Reysol (asistente) | Japón | 2009, 2013 |
| Avispa Fukuoka             | Japón | 2015-2018  |
| Kashiwa Reysol (asistente) | Japón | 2019-2023  |
| Kashiwa Reysol             | Japón | 2023-Act.  |

## Estadísticas

### Selección nacional
Fuente:
| Selección de Japón | Selección de Japón | Selección de Japón |
| Año                | Part.              | Goles              |
| ------------------ | ------------------ | ------------------ |
| 1988               | 5                  | 0                  |
| 1989               | 11                 | 0                  |
| 1990               | 6                  | 0                  |
| 1991               | 2                  | 0                  |
| 1992               | 11                 | 0                  |
| 1993               | 15                 | 2                  |
| 1994               | 9                  | 1                  |
| 1995               | 16                 | 1                  |
| 1996               | 13                 | 0                  |
| 1997               | 21                 | 1                  |
| 1998               | 10                 | 0                  |
| 1999               | 3                  | 0                  |
| Total              | 122                | 5                  |

#### Participaciones en fases finales
| Torneo                         | Sede                   | Resultado        | Partidos | Goles |
| ------------------------------ | ---------------------- | ---------------- | -------- | ----- |
| Copa Asiática 1988             | Catar                  | Primera fase     | 0        | 0     |
| Juegos Asiáticos de 1990       | Pekín                  | Cuartos de final | 3        | 0     |
| Copa Asiática 1992             | Japón                  | Campeón          | 5        | 0     |
| Juegos Asiáticos de 1994       | Hiroshima              | Cuartos de final | 4        | 1     |
| Copa Rey Fahd 1995             | Arabia Saudita         | Primera fase     | 2        | 0     |
| Copa Asiática 1996             | Emiratos Árabes Unidos | Cuartos de final | 4        | 0     |
| Copa Mundial de Fútbol de 1998 | Francia                | Primera fase     | 3        | 0     |
| Copa América 1999              | Paraguay               | Primera fase     | 2        | 0     |

## Palmarés

### Como futbolista

#### Títulos nacionales
| Título                   | Club               | País  | Año  |
| ------------------------ | ------------------ | ----- | ---- |
| Japan Soccer League      | Nissan Motors      | Japón | 1990 |
| Copa Japan Soccer League | Nissan Motors      | Japón | 1990 |
| Copa del Emperador       | Nissan Motors      | Japón | 1991 |
| Copa del Emperador       | Yokohama Marinos   | Japón | 1992 |
| J1 League                | Yokohama Marinos   | Japón | 1995 |
| Supercopa de Japón       | Júbilo Iwata       | Japón | 2000 |
| Copa J. League           | Urawa Red Diamonds | Japón | 2003 |

#### Títulos internacionales
| Título           | Club (*)           | Sede      | Año  |
| ---------------- | ------------------ | --------- | ---- |
| Recopa de la AFC | Nissan Motors      | Yokohama  | 1992 |
| Copa Asiática    | Selección de Japón | Hiroshima | 1992 |
| Recopa de la AFC | Yokohama Marinos   | Teherán   | 1993 |

(*) Incluyendo la selección

#### Distinciones individuales
| Distinción        | Año  |
| ----------------- | ---- |
| J. League Best XI | 1993 |
| J. League Best XI | 1994 |
| J. League Best XI | 1995 |
| J. League Best XI | 1996 |
| J. League Best XI | 1997 |